# Палацасо (Асти)
Палацасо је насеље у Италији у округу Асти, региону Пијемонт.
Према процени из 2011. у насељу је живело 156 становника. Насеље се налази на надморској висини од 179 м.